# Alejandra Hoyos
Alejandra Hoyos (ur. 17 lutego 1964) – kolumbijska strzelczyni, olimpijka. Córka Hernando Hoyosa.
Uczestniczka Letnich Igrzysk Olimpijskich 1984, na których zajęła 26. miejsce w karabinie pneumatycznym z 10 m (udział wzięły 33 zawodniczki). W tej samej konkurencji zdobyła brązowy medal Igrzysk Panamerykańskich 1983 (375 punktów).

## Wyniki

### Igrzyska olimpijskie
| Igrzyska         | Konkurencja                | Wynik                  | Miejsce | Źródło |
| ---------------- | -------------------------- | ---------------------- | ------- | ------ |
| Los Angeles 1984 | Karabin pneumatyczny, 10 m | 373 pkt. (94–91–93–95) | 26      | [ 1 ]  |